# Propilidium reticulatum
Propilidium reticulatum är en snäckart som först beskrevs av Addison Emery Verrill 1885.  Propilidium reticulatum ingår i släktet Propilidium och familjen Lepetidae. Inga underarter finns listade i Catalogue of Life.